# بخش گوگ تپه
بخش گوگ تپه، یکی از بخش‌های شهرستان میاندوآب در استان آذربایجان غربی ایران است. مرکز این بخش، روستای گوگ تپه خالصه است.

## تقسیمات کشوری
- بخش گوگ تپه
  - دهستان مرحمت‌آباد
  - دهستان یقین علی تپه

## جمعیت
بر پایه سرشماری عمومی نفوس و مسکن در سال ۱۳۹۵، جمعیت بخش گوگ تپه برابر با ۱۲٬۴۶۹ نفر بوده است.